# Giải thưởng Trò chơi điện tử Spike
Giải thưởng Trò chơi điện tử Spike (tiếng Anh: Spike Video Game Awards, viết tắt là VGAs hoặc VGX) là một lễ trao giải thường niên được tổ chức bởi kênh truyền hình Mỹ Spike từ năm 2003 đến năm 2013 với mục đích vinh danh các trò chơi điện tử xuất sắc nhất hàng năm. Lễ trao giải bao gồm các màn biểu diễn trực tiếp cũng như sự xuất hiện của các nghệ sĩ nổi tiếng trong lĩnh vực âm nhạc, điện ảnh và truyền hình. Bên cạnh đó, trailer của các trò chơi sắp phát hành cũng được trình chiếu. Được sản xuất bởi Geoff Keighley của GameTrailers TV, lễ trao giải đã diễn ra tại nhiều địa điểm ở Los Angeles và Santa Monica, California cũng như Las Vegas, Nevada. Lễ trao giải đầu tiên được tổ chức vào ngày 2 tháng 12 năm 2003 (phát sóng vào ngày 4 tháng 12), và lễ trao giải cuối cùng được tổ chức vào ngày 7 tháng 12 năm 2013. Chiếc cúp hình chú khỉ của lễ trao giải thay đổi màu sắc theo từng năm và được sản xuất bởi Society Awards. Giải Video Game Hall of Fame duy nhất của Spike, dành cho The Legend of Zelda, được trao tại lễ trao giải năm 2011. Ngày 15 tháng 11 năm 2013, Spike công bố định dạng mới cho lễ trao giải với tên gọi VGX, "thế hệ tiếp theo của VGAs". Lễ trao giải cuối cùng mang tên gọi này được phát sóng vào ngày 7 tháng 12. Các thay đổi so với định dạng trước bao gồm "bản demo chuyên sâu các trò chơi của thế hệ tiếp theo, và các cuộc phỏng vấn tương tác trong môi trường studio thân mật."
Ngày 10 tháng 11 năm 2014, Spike thông báo là sẽ ngừng tổ chức lễ trao giải này, kết thúc một chặng đường 10 năm. Sau đó Geoff Keighley đã thành lập lễ trao giải trò chơi điện tử của riêng mình với tên gọi The Game Awards trong cùng năm mà không có sự hỗ trợ của Spike.